# 22. Szaturnusz-gála
A 22. Szaturnusz-gála az 1995-ös év legjobb filmes és televíziós sci-fi, horror és fantasy alakításait értékelte. A díjátadót 1996. június 25-én tartották Kaliforniában.

## Győztesek és jelöltek
Forrás:

### Film
| Legjobb sci-fi-film | Legjobb fantasyfilm |
| --- | --- |
| - 12 majom - Kongó - Dredd bíró - Vírus - A lény - Strange Days – A halál napja - Waterworld – Vízivilág | - Babe - Mindörökké Batman - Casper - Kutyavilág - Indián a szekrényben - Jumanji - Toy Story – Játékháború |
| Legjobb horrorfilm | Legjobb akciófilm, kalandfilm vagy filmthriller |
| - Alkonyattól pirkadatig - Elveszett gyermekek városa - Az őrület torkában - A látszat öl - A néma tanú - Angyalok háborúja - Mesék a kriptából – Démonlovag | - Közönséges bűnözők - Apolló 13 - A rettenthetetlen - Die Hard – Az élet mindig drága - Aranyszem - Szemtől szemben - Hetedik |
| Legjobb rendező | Legjobb forgatókönyv |
| - Kathryn Bigelow – Strange Days – A halál napja - David Fincher – Hetedik - Terry Gilliam – 12 majom - Joe Johnston – Jumanji - Frank Marshall – Kongó - Robert Rodríguez – Alkonyattól pirkadatig - Bryan Singer – Közönséges bűnözők | - Andrew Kevin Walker – Hetedik - James Cameron, Jay Cocks – Strange Days – A halál napja - George Miller, Chris Noonan – Babe - David Webb Peoples, Janet Peoples – 12 majom - Quentin Tarantino – Alkonyattól pirkadatig - Joss Whedon, Alec Sokolow, Andrew Stanton, Joel Cohen – Toy Story – Játékháború                         |
| Legjobb férfi főszereplő | Legjobb női főszereplő |
| - George Clooney – Alkonyattól pirkadatig (Seth Gecko) - Pierce Brosnan – Aranyszem (James Bond) - Ralph Fiennes – Strange Days – A halál napja (Lenny Nero) - Morgan Freeman – Hetedik (William Somerset) - Robin Williams – Jumanji (Alan Parrish) - Bruce Willis – 12 majom (James Cole) | - Angela Bassett – Strange Days – A halál napja (Lornette "Mace" Mason) - Kathy Bates – Dolores Claiborne (Dolores Claiborne) - Nicole Kidman – Majd' megdöglik érte (Suzanne Stone-Maretto) - Sharon Stone – Gyorsabb a halálnál (Ellen) - Madeleine Stowe – 12 majom (Kathryn Railly) - Marina Zudina – A néma tanú (Billy Hughes) |
| Legjobb férfi mellékszereplő | Legjobb női mellékszereplő |
| - Brad Pitt – 12 majom (Jeffrey Goines) - Harvey Keitel – Alkonyattól pirkadatig (Jacob Fuller) - Val Kilmer – Szemtől szemben (Chris Shiherlis) - Tim Roth – Rob Roy (Archibald Cunningham) - Quentin Tarantino – Alkonyattól pirkadatig (Richie Gecko) - Christopher Walken – Angyalok háborúja (Gabriel) | - Bonnie Hunt – Jumanji (Sarah Whittle) - Illeana Douglas – Majd' megdöglik érte (Janice Maretto) - Salma Hayek – Desperado (Carolina) - Jennifer Jason Leigh – Dolores Claiborne (Selena St. George) - Juliette Lewis – Alkonyattól pirkadatig (Kate Fuller) - Gwyneth Paltrow – Hetedik (Tracy Mills)                              |
| Legjobb fiatal színész | Legjobb filmzene |
| - Christina Ricci – Casper (Kathleen "Kat" Harvey) - Kirsten Dunst – Jumanji (Judy Shepherd) - Bradley Pierce – Jumanji (Peter Shepherd) - Max Pomeranc – Kutyavilág (Brian Johnson) - Hal Scardino – Indián a szekrényben (Omri) - Judith Vittet – Elveszett gyermekek városa (Miette) | - John Ottman – Közönséges bűnözők - Danny Elfman – Dolores Claiborne - James Horner – A rettenthetetlen - Howard Shore – Hetedik - Christopher Young – Tökéletes másolat - Hans Zimmer – Az utolsó esély |
| Legjobb jelmez | Legjobb smink |
| - Julie Weiss – 12 majom - John Bloomfield – Waterworld – Vízivilág - Jean-Paul Gaultier – Elveszett gyermekek városa - Charles Knode – A rettenthetetlen - Bob Ringwood, Ingrid Ferrin – Mindörökké Batman - Gianni Versace, Emma Porteous – Dredd bíró | - Jean Ann Black, Rob Bottin – Hetedik - Rick Baker, Ve Neill, Yolanda Toussieng – Mindörökké Batman - Nick Dudman, Chris Cunningham – Dredd bíró - (K.N.B. EFX Group Inc.) – Alkonyattól pirkadatig - (K.N.B. EFX Group Inc.) – Az őrület torkában - Steve Johnson, Bill Corso, Kenny Myers – A lény                                |
| Legjobb különleges effektek | |
| - Stan Parks (Industrial Light & Magic (ILM), Amalgamated Dynamics) – Jumanji - Eric Brevig (Industrial Light & Magic (ILM)) – Indián a szekrényben - John Dykstra, Thomas L. Fisher, Andrew Adamson, Eric Durst – Mindörökké Batman - Richard Edlund, Steve Johnson – A lény - Scott Farrar, Stan Winston, Michael Lantieri (Industrial Light & Magic (ILM)) – Kongó - Joel Hynek (Mass. Illusions LLC) – Dredd bíró | |

### Televízió
| Legjobb televíziós sorozat                                                                                     | Legjobb televíziós műsor |
| --- | --- |
| - Végtelen határok - American Gothic - A Simpson család - Sliders - Űrháború 2063 - Star Trek: Deep Space Nine | - Földönkívüli zsaru: Ezredforduló - Az idegen azonosítása - Attack of the Killer B-Movies - Libabőr (a "The Haunted Mask" című rész) - The Invaders - Langolierek – Az idő fogságában |

### Video
| Legjobb házimozis megjelenés |
| --- |
| - V: The Final Battle - Vadak ura 3: Braxus szeme - Őslények országa 3. – A nagyszerű ajándékozás kora - A Roan Inish titka - Terminal Voyage - Timemaster |

### Különdíj
- George Pal Memorial Award: John Carpenter
- Életműdíj: Albert R. Broccoli, Edward R. Pressman, Harrison Ford
- President's Award: Robert Wise, Bryan Singer
- Special Award: Castle Rock Entertainment

## Fordítás
- Ez a szócikk részben vagy egészben  a(z)   20nd Saturn Awards című angol Wikipédia-szócikk fordításán alapul.  Az eredeti cikk szerkesztőit annak laptörténete sorolja fel. Ez a jelzés csupán a megfogalmazás eredetét és a szerzői jogokat jelzi, nem szolgál a cikkben szereplő információk forrásmegjelöléseként.